# Cassandra Cruz

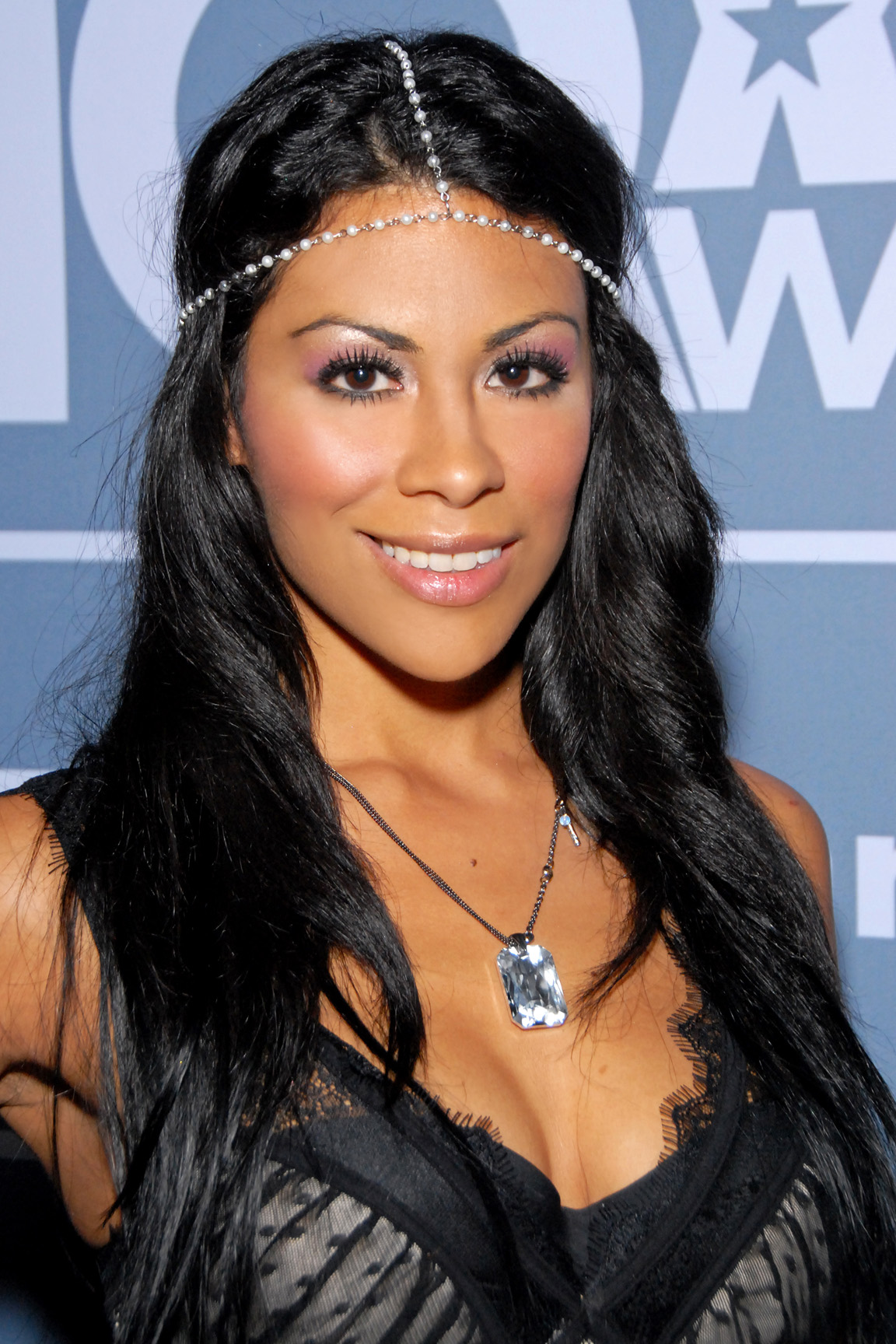
Cassandra Cruz bei der XBIZ Award Show in Santa Monica im Januar 2012

Cassandra Cruz (* 27. September 1982 in Weehawken, New Jersey als Vanessa Cabanillas, nach Heirat: Vanessa Brink) ist eine US-amerikanische Pornodarstellerin und Schauspielerin.

## Leben
Ihr Studium an der Parsons School of Design schloss sie mit dem Bachelor of Fine Arts im Jahre 2005 ab.
Sie war von 2007 bis zu dessen Tod 2023 verheiratet mit dem Mixed-Martial-Arts-Kämpfer und Pornodarsteller Aaron Brink, der in Filmen unter dem Pseudonym Dick Delaware auftritt. Dieser litt unter Suchtsyndromen, die in der US-amerikanischen Fernsehsendung „Intervention“ öffentlich thematisiert wurden. Dies war ihr erster gemeinsamer Auftritt im Reality-TV. Einen zweiten Auftritt hatten sie in der Sendung „Divorce Court“ im September 2011.

## Karriere
Schon während der Collegezeit hatte sie drei Jahre als Domina in New York City gearbeitet. Nachdem danach ihr erstes Beschäftigungsverhältnis gekündigt worden war, beschloss sie, in der Pornofilmindustrie zu arbeiten, um ihren Lebensunterhalt zu bestreiten. Seitdem spielte sie in über 150 Filmen mit, unter anderem bei großen Produktionsstudios wie Penthouse, Hustler, Evil Angel, Wicked Pictures, Vivid, Digital Sin und anderen. 2008 wurde sie für den AVN-Award in der Kategorie „Most Outrageous Sex Scene“ nominiert, den sie aber ebenso wenig gewann wie in der Kategorie „Best Supporting Actress“ im Folgejahr für ihr Mitwirken in „Hearts & Minds 2: Modern Warfare“.
Neben ihrer Karriere in der Pornofilmindustrie tritt sie seit 2011 auch gelegentlich in TV-Filmen des Regisseurs Fred Olen Ray auf, die hauptsächlich im Erotikgenre angesiedelt sind. Sie spielte dabei Hauptrollen in den Filmen Little Witches (aka. Sexual Witchcraft), Lady Chatterly’s Ghost, und Knock Outs.

## Filmografie (Auswahl)
- 2003: Almost Virgins 3
- 2006: The Violation of… Cindy Crawford
- 2007: Young Latinas 1
- 2007: Club Satan: The Witches Sabbath
- 2008: Coed Pool Party
- 2008: One Night Stand
- 2008: Hearts & Minds 2: Modern Warfare
- 2008: Barely Legal – Young And Thirsty
- 2010: Not Charlie’s Angels XXX
- 2011: Knock Outs
- 2011: Lady Chatterly’s Ghost
- 2011: Little Witches